# 219 هـ
219 هـ هي سنة في التقويم الهجري امتدت مقابلةً في التقويم الميلادي بين سنتي 834 و835.

## مواليد
- المهتدي بالله الخليفة العباسي الرابع عشر.

## وفيات
- عبد الله بن الزبير الحميدي
- الفضل بن دكين
- حنظلة البادغيسي، شاعر فارسي.